# Ip
Ip (węg. Ipp) – wieś w Rumunii, w okręgu Sălaj, w gminie Ip. W 2011 roku liczyła 1626 mieszkańców.